# Esteban Servando Semilla
Esteban Servando Semilla (San Pedro, 28 de octubre de 1890 - Posadas, 22 de enero de 1966) fue un político y contador argentino que ocupó, el cargo de Gobernador del Territorio Nacional de Misiones de 1941 a 1943; anteriormente fue Intendente de Posadas, cargo que ejerció de 1938 hasta el año en que fue promovido gobernador y que habría de ocupar nuevamente en 1952.

## Biografía
Nació en San Pedro (provincia de Buenos Aires) el 28 de octubre de 1890, hijo de Juan Semilla y Mercedes Mamberto, ambos argentinos.
Su escuela primaria la realizó en su ciudad natal; y lo que estudió sobre contaduría lo hizo como verdadero autodidacta. Aprendió así francés y era experto en el manejo de telégrafo.
Inició su vida pública a los 18 años como secretario de Comisión de Fomento de Carmen (Santa Fe) en el año 1908.
En 1912 ingresó al Banco de la Nación Argentina donde actuó como tesorero, contador y Gerente de Sucursal, hasta 1930. 
En 1916 contrajo matrimonio con Elvira Natalia Carreras (en su ciudad natal) y fueron sus hijas María Natalia (1925) y Elvies Mercedes (1927).
En 1931 ingresó al Ministerio del Interior, donde como inspector de Territorios Nacionales, los recorrió todos, actuado a la vez; en la gobernación de los Andes, en Neuquén, Río Negro, Santa Cruz, Tierra del Fuego, La Pampa, Tucumán y el Chaco, culminando en 1938 en Posadas (Misiones).
Recibió dicha municipalidad el 20 de diciembre de 1938, con una deuda de más de $550.000 y en menos de tres años la disminuyó a $350.000. Pero la más importante fue su obra edilicia con tan escasos recursos: la Avenida Mitre, la Avenida Roque Pérez, la Avenida Corrientes que solo eran potreros se convirtieron en magníficos paseos de esta ciudad a orillas del Paraná, como en su pueblo natal, San Pedro. Ejerció sus funciones como tal hasta el 28 de septiembre de 1941.
El Ministro del Interior de la Nación Dr. Culachiatti lo postuló como gobernador del territorio de Misiones en noviembre de 1941, como premio a su labor pujante en lo que entonces era un pequeño pueblo.
El Presidente de la Nación Ramón S. Castillo, lo nombró Gobernador de Misiones en 1941 y el Senado de la Nación le dio el acuerdo por unanimidad en 1942.
Su llegada a Posadas, ya confirmado como gobernador, fue apoteósica: el pueblo lo esperó en la estación del ferrocarril y lo llevó en andas hasta la calle Córdoba y Avenida Roque Sáenz Peña. Además se le ofreció un banquete popular frente a la casa de gobierno, donde concurrieron casi mil personas, fue algo nunca visto por lo espontáneo y popular; de ello se hicieron eco revistas de Buenos Aires como "El Hogar" y "Patoruzú" que resaltaron este hecho poco usual. 
Como Gobernador de Misiones recorrió el interior de la Gobernación, actual provincia, llegando con ayuda de la Gendarmería Nacional, hasta Bernardo de Irigoyen (límite con Brasil). Instituyó la Fiesta de la Yerba Mate el 29 de agosto de 1942, por resolución Nª 838. Organizó la Primera Muestra del Trabajo Regional, con gran éxito.
Presidió y su gobierno colaboró eficientemente en el II Congreso Eucarístico Diocesano, (1942); siendo obispo monseñor Francisco Vicentín y párroco el Padre Jorge Kémerer, posteriormente obispo de Posadas. 
El 4 de junio de 1943 debió renunciar por el golpe militar que derrocó al presidente Castillo. Se dedicó tiempo después, a la organización de una agencia de cambio para evitar que se cambiaran las monedas en forma ilegal en negocios de Posadas. Además organizó su agencia marítima. 
En 1952, desde el 2 de enero hasta el 30 de abril del mismo año, llamado por el gobierno nacional, asume por segunda vez la intendencia de Posadas, por solo 70 días; y realizó el tramo de la Avenida Roque Sáenz Peña, donde hoy esta el monumento que honra su memoria.
Por tercera vez lo fue en 1954, desde el 10 de febrero hasta el primero de marzo de 1955.
El ser intendente fue su pasión por Posadas, donde florecen cada año los chivatos rojos de la Avenida Mitre que el hiciera plantar, como toda la primera arboleda de esta ciudad pujante de hoy, que tuvo un hombre que por primera vez le hizo darse cuenta de su belleza y grandeza futura. En 1955 se vería obligado al exilio en Paraguay a consecuencia de la persecución desatada por la dictadura de Eduardo Lonardi.
Falleció en 1966, el 22 de enero, sus restos descansan en panteón familiar, donde fueron llevados al son de la marcha fúnebre, a cargo de la municipalidad de su ciudad siendo trasladado a pulso desde su domicilio hasta la municipalidad y después de un reposo en la Catedral, un triste cortejo lo acompañó al cementerio "La Piedad", donde el entonces intendente Balbino Brañas lo despidió en nombre del pueblo con estas palabras: "Pudo haber sido uno más y sin embargo fue algo distinto. Administrador probo y estricto, manejo los intereses comunales con habilidad y eficacia. No era urbanista e hizo urbanismo al diseñar y construir jardines en las avenidas periféricas, remodelar plazas y erigir, sobre barrancos casi inaccesibles un tramo de la costanera que todavía muestra su grandeza y exhibe sus particulares facetas sobre la bermeja superficie del río que baña nuestro litoral.
Valiosa la tarea del Ing. Carlos Thays, quien asesoró al gobernador para embellecer las plazoletas."